# Malang Diedhiou
Malang Diedhiou (30 april 1973) is een Senegalees voormalig voetbalscheidsrechter. Hij was in dienst van de FIFA en de CAF tussen 2008 en 2018.
Eind 2014 werd Diedhiou door de CAF geselecteerd als een van de tweeëntwintig scheidsrechters op de Afrika Cup 2015. Hij werd ook geselecteerd als scheidsrechter voor het WK 2018 in Rusland.

## Interlands
| Datum             | Plaats                          | Wedstrijd                         | Uitslag | Competitie           | Kreeg geel | Kreeg voor de tweede keer geel en dus rood | Weggestuurd |
| ----------------- | ------------------------------- | --------------------------------- | ------- | -------------------- | ---------- | ------------------------------------------ | ----------- |
| 11 november 2012  | Bissau, Guinee-Bissau           | Guinee-Bissau – Togo              | 1 – 1   | WK 2014 kwalificatie | 2          | 0                                          | 0           |
| 24 maart 2013     | Maseru, Lesotho                 | Lesotho – Zambia                  | 1 – 1   | WK 2014 kwalificatie | 1          | 0                                          | 1           |
| 14 augustus 2013  | Tanger, Marokko                 | Marokko – Burkina Faso            | 1 – 2   | Vriendschappelijk    | 0          | 0                                          | 0           |
| 16 januari 2014   | Kaapstad, Zuid-Afrika           | Zimbabwe – Oeganda                | 0 – 0   | AFCON 2014           | 2          | 0                                          | 0           |
| 31 mei 2014       | Ndjamena, Tsjaad                | Tsjaad – Malawi                   | 3 – 1   | AK 2015 kwalificatie | 1          | 0                                          | 0           |
| 20 juli 2014      | Pointe-Noire, Congo-Brazzaville | Congo-Brazzaville – Rwanda        | 2 – 0   | AK 2015 kwalificatie | 3          | 0                                          | 0           |
| 10 september 2014 | Praia, Kaapverdië               | Kaapverdië – Zambia               | 2 – 1   | AK 2015 kwalificatie | 0          | 0                                          | 0           |
| 13 oktober 2014   | Marrakesh, Marokko              | Marokko – Kenia                   | 3 – 0   | Vriendschappelijk    | 2          | 0                                          | 0           |
| 19 november 2014  | Casablanca, Marokko             | Guinee – Oeganda                  | 2 – 0   | AK 2015 kwalificatie | 1          | 0                                          | 1           |
| 22 januari 2015   | Ebebiyín, Equatoriaal-Guinea    | Kaapverdië – Congo-Kinshasa       | 0 – 0   | AK 2015              | 0          | 0                                          | 0           |
| 28 maart 2015     | Agadir, Marokko                 | Marokko – Uruguay                 | 0 – 1   | Vriendschappelijk    | 1          | 0                                          | 0           |
| 14 juni 2015      | Bahir Dar, Ethiopië             | Ethiopië – Lesotho                | 2 – 1   | AK 2017 kwalificatie | 0          | 0                                          | 0           |
| 13 november 2015  | Sousse, Tunesië                 | Libië – Rwanda                    | 1 – 0   | WK 2018 kwalificatie | 7          | 0                                          | 0           |
| 17 januari 2016   | Butare, Rwanda                  | Congo-Kinshasa – Ethiopië         | 1 – 0   | Vriendschappelijk    | 1          | 0                                          | 0           |
| 27 januari 2016   | Gisenyi, Rwanda                 | Oeganda – Zimbabwe                | 1 – 1   | Vriendschappelijk    | 2          | 0                                          | 0           |
| 27 maart 2016     | Brazzaville, Congo-Brazzaville  | Congo-Brazzaville – Zambia        | 1 – 1   | AK 2017 kwalificatie | 0          | 0                                          | 0           |
| 4 juni 2016       | Sao Tomé, Sao Tomé en Principe  | Sao Tomé en Principe – Kaapverdië | 1 – 2   | AK 2017 kwalificatie | 1          | 0                                          | 0           |
| 4 september 2016  | Kira Town, Oeganda              | Oeganda – Comoren                 | 1 – 0   | AK 2017 kwalificatie | 1          | 0                                          | 0           |
| 12 november 2016  | Limbe, Kameroen                 | Kameroen – Zambia                 | 1 – 1   | WK 2018 kwalificatie | 3          | 0                                          | 0           |
| 21 januari 2017   | Port-Gentil, Gabon              | Egypte – Oeganda                  | 1 – 0   | AK 2017              | 1          | 0                                          | 0           |
| 24 januari 2017   | Port-Gentil, Gabon              | Togo – Congo-Kinshasa             | 1 – 3   | AK 2017              | 1          | 0                                          | 0           |
| 1 februari 2017   | Libreville, Gabon               | Burkina Faso – Egypte             | 1 – 1   | AK 2017              | 3          | 0                                          | 0           |
| 5 september 2017  | Bouaké, Ivoorkust               | Ivoorkust – Gabon                 | 1 – 2   | WK 2018 kwalificatie | 2          | 1                                          | 0           |
| 7 oktober 2017    | Monastir, Tunesië               | Libië – Congo-Kinshasa            | 1 – 2   | WK 2018 kwalificatie | 2          | 0                                          | 0           |
| 12 november 2017  | Kumasi, Ghana                   | Ghana – Egypte                    | 1 – 1   | WK 2018 kwalificatie | 4          | 0                                          | 0           |
| 31 januari 2018   | Marrakesh, Marokko              | Soedan – Nigeria                  | 0 – 1   | Vriendschappelijk    | 3          | 1                                          | 1           |
| 17 juni 2018      | Samara, Rusland                 | Costa Rica – Servië               | 0 – 1   | WK 2018              | 4          | 0                                          | 0           |
| 25 juni 2018      | Samara, Rusland                 | Uruguay – Rusland                 | 3 – 0   | WK 2018              | 3          | 1                                          | 0           |
| 2 juli 2018       | Rostov aan de Don, Rusland      | België – Japan                    | 3 – 2   | WK 2018              | 1          | 0                                          | 0           |